# Richard Evans (peintre)
Pour les articles homonymes, voir Richard Evans et Evans.
Richard Evans, né en 1783 à Shrewsbury, ou en 1784 à Hereford, et mort en 1871 à Southampton, est un artiste-peintre, peintre de fresques, de portraits et copiste britannique.

## Biographie
Evans est né à Shrewsbury. Jeune, il est un ami proche de l'artiste né à Birmingham David Cox, qui prête des dessins de paysages à l'encre à Evans, à court d'argent, afin qu'il puisse en faire des copies pour les vendre. Lorsque Cox s'installe à Londres en 1804, Evans et un autre ami artiste en herbe, Charles Barber, le suivent. Ils prennent tous deux un logement près de Cox, et tous trois sortent ensemble pour faire des croquis

### Thomas Lawrence
Pendant quelques années, Evans devient l'élève et l'assistant de Thomas Lawrence, pour qui il peint des draperies et des arrière-plans. Il réalise aussi des répliques de ses tableaux. Lorsque Thomas Lawrence meurt en 1830, il laisse un grand nombre de peintures inachevées, et Richard Evans réalise ou copie plusieurs portraits de George IV et achève un portrait de l'évêque de Durham pour les exécuteurs testamentaires du peintre.

### France, Haïti, Italie
En 1814, Evans visite Le Louvre à Paris, et devient l'un des premiers Anglais à copier les tableaux qui s'y trouvent. Il expose à la Royal Academy pour la première fois en 1816.
La même année, il se rend en Haïti où il devient directeur de la nouvelle école de dessin et de peinture créée par le roi Henri Christophe dans son Palais Sans Souci.  Il peint des portraits de la famille royale haïtienne, son premier portrait du roi étant envoyé en cadeau à William Wilberforce [Ce tableau et celui du fils du roi, le prince Jacques-Victor-Henri, provenant également de la collection de Wilberforce, font maintenant partie de la collection de l'Université de Porto Rico],. En 1818, Evans expose des tableaux catalogués comme Sa Majesté Henry Christophe, Roi de Hayti et Prince Victor Henry, Prince Royal de Hayti à la Royal Academy.
Il passe ensuite quelque temps en Italie, où il copie de vieux maîtres et peint des portraits. En 1821, il est ainsi à Rome. Il y est de nouveau en 1822, en compagnie de William Etty, un autre ancien élève de Thomas Lawrence. Evans et Etty se retrouvent également à Florence durant l'été 1823. En Italie, Evans s'essaye à la peinture de fresque. Des années plus tard, il retrouve accrochée au South Kensington Museum, une de ses tentatives - représentant Ganymède nourrissant l'aigle - présentée comme une fresque antique authentique provenant d'un tombeau des environs de Rome,.

### Expositions
Revenu en Angleterre, Richard Evans continue à exposer fréquemment à la Royal Academy jusqu'en 1845, principalement des portraits. En mai 1849, le rejet d'un de ses tableaux par l'Académie conduit à une altercation, à la suite de laquelle Richard Evans comparaît au tribunal accusé d'agression, ayant frappé le secrétaire de l'Académie, John Prescott Knight, avec son bâton.
Il expose également à la British Institution entre 1831 et 1856.

### Mort
Il continue à peindre jusqu'à la fin de sa vie, et exécute encore un grand tableau intitulé La mort d'Æsculape alors qu'il avait plus de 85 ans. Il meurt à Southampton, où il a vécu pendant plus de 25 ans, en novembre 1871, à l'âge de 87 ans.